# Eucheria
Eucheria, cirka år 500, var en romersk satiriker. Hon tillhör de få kvinnliga satirikerna kända från romarriket. Ett poem i sexton kupletter är bevarat, där hon skildrar frierier mellan samhällsklasserna och i samband med det förlöjligar en friare av lägre status. Hon bedöms ha varit från det romerska Akvitanien i Gallien, men hennes identitet är okänd. 